# Renault OX
Pour les articles homonymes, voir OX.
Le Renault OX est un véhicule tout-terrain à six roues, conçu par Renault et produit de 1925 à 1931. Certains sont carrossés en camions tous-chemins, d'autres en autocars et d'autres servent comme véhicules de transport dans le Sahara français.